# Cassie
Cassandra Ventura (ur. 26 sierpnia 1986) – bardziej znana jako Cassie, jest amerykańską piosenkarką R&B, modelką oraz aktorką.

## Życiorys

### Dzieciństwo
Cassie urodziła się w New London w stanie Connecticut. Jej ojciec pochodzi z Filipin, natomiast matka ma korzenie wśród Afroamerykanów oraz Indian. Uczęszczała do szkoły średniej, aby w 2004 roku ukończyć naukę na Uniwersytecie Connecticut.
Cassandra od 14 roku życia była modelką dla agencji Wilhelmina Models, pracowała z firmą Adidas, pozowała do zdjęć w popularnych amerykańskich magazynach a także katalogach mody. Na początku września 2005 roku zrezygnowała z branży poświęcając się karierze muzycznej.

### Kariera muzyczna
Niedługo po zapoznaniu się z Ryanem Leslie, producentem muzycznym, matka Ventury poprosiła o nagranie piosenki – prezentu urodzinowego. Piosenkę nagrano dla Tommy'ego Mottoli, byłego dyrektora Sony Music i producenta takich artystów jak Jennifer Lopez, Jessica Simpson i Mariah Carey. Mottola zaoferował Cassie kontrakt płytowy, a następnie zaangażował do produkcji albumu Lesliego. Obecnie wytwórnią Cassie jest Bad Boy Recordings należąca do znanego rapera Diddy'ego.
W sierpniu 2006 roku artystka wydała debiutancki album "Cassie" (2006), który znalazł się w Top 10 notowania Billboard 200 najlepiej sprzedających się krążków w Stanach Zjednoczonych. Debiut promował singel "Me & U", bardzo popularny w USA oraz Europie znajdując miejsce w Top 10 zarówno amerykańskiego jak i brytyjskiego notowania najlepiej sprzedających się singli. Drugą, a zarazem ostatnią kompozycją promującą album stał się utwór "Long Way 2 Go". Piosenka nie odniosła sukcesu w rodzimym kraju artystki zajmując pozycję #97 w Billboard Hot 100. Lepiej singel poradził sobie na innych, światowych notowaniach.
Po dwóch latach przerwy, w roku 2008 wokalistka wydała promocyjny singel "Official Girl", nagrany z gościnnym udziałem amerykańskiego rapera Lil Wayne'a, który miał zwiastować drugi album studyjny Electro Love. Z powodu znikomego zainteresowania utworem, a co za tym idzie brakiem komercyjnego sukcesu Cassie zdecydowała się na anulowanie wydawnictwa oraz tymczasowe wycofanie się z branży muzycznej. Na początku roku 2009 piosenkarka zerwała kontrakt z wytwórnią NextSelection, zaś jej oficjalna strona internetowa wygasła. W grudniu 2009 artystka zdecydowała się na podpisanie nowego kontraktu płytowego z wytwórnią Interscope Records za pośrednictwem której ukaże się pierwszy po kilkuletniej przerwie singel wokalistki.
Na luty 2012 zaplanowana jest premiera powrotnego singla wokalistki o tytule "King of Hearts" zwiastującego nadchodzący krążek. W celach promocyjnych wydany został zwiastun teledysku do utworu, a oficjalna strona internetowa wokalistki zyskała nowy adres oraz odsłonę.

## Dyskografia

### Albumy studyjne
| Cassie                                              | - Wydany: 8 sierpnia 2006 - Wytwórnia: Bad Boy Records, NextSelection - Format: CD, digital download | 4 | 48 | 78 | 56 | 33 |
| "—" album nie był notowany, bądź nie został wydany. | |   |    |    |    |    |

### Single
| Tytuł                                                | Rok  | Najwyższe pozycje na listach | Najwyższe pozycje na listach | Najwyższe pozycje na listach | Najwyższe pozycje na listach | Najwyższe pozycje na listach | Najwyższe pozycje na listach | Najwyższe pozycje na listach | Najwyższe pozycje na listach | Najwyższe pozycje na listach | Statusy       | Album                  |
| Tytuł                                                | Rok  | US                           | AUS                          | CAN                          | FRA                          | GER                          | IRL                          | NZL                          | SWE                          | UK                           | Statusy       | Album                  |
| ---------------------------------------------------- | ---- | ---------------------------- | ---------------------------- | ---------------------------- | ---------------------------- | ---------------------------- | ---------------------------- | ---------------------------- | ---------------------------- | ---------------------------- | ------------- | ---------------------- |
| "Me & U"                                             | 2006 | 3                            | 12                           | —                            | 8                            | 12                           | 9                            | 4                            | 22                           | 6                            | - US: Platyna | Cassie                 |
| "Long Way 2 Go"                                      | 2006 | 93                           | 23                           | —                            | 21                           | 43                           | 14                           | 17                           | 28                           | 12                           | —             | Cassie                 |
| "Is It You?"                                         | 2007 | —                            | —                            | 85                           | —                            | —                            | —                            | —                            | —                            | 52                           | —             | Step Up 2: The Streets |
| "King of Hearts"                                     | 2012 | —                            | —                            | —                            | —                            | —                            | —                            | —                            | —                            | —                            | —             |                        |
| "—" singel nie był notowany, bądź nie został wydany. |      |                              |                              |                              |                              |                              |                              |                              |                              |                              |               |                        |

Single promocyjne
- 2008 – "Official Girl" (featuring Lil Wayne)
- 2009 – "Must Be Love"
- 2009 – "Let's Get Crazy" (featuring Akon)
- 2012 – "The Boys" (featuring Nicki Minaj

## Filmografia
- 2003: Barbarian — Dziewczyna z haremu[24]
- 2008: Step Up 2 — Sophie Donovan[25]
- 2016: Honey 3 — Melea Martin